# Kocziszte
Kocziszte (mac. Кочиште) – wieś w Macedonii Północnej położona w gminie Demir Hisar.
Według danych z 2002 roku wieś zamieszkiwało 38 osób (20 mężczyzn i 18 kobiet) w 20 domostwach (w 28 mieszkaniach), wszyscy byli narodowości macedońskiej.